# Rua dos Mercadores
A Rua dos Mercadores é um arruamento na freguesia de São Nicolau da cidade do Porto, em Portugal.

## Origem do nome
O nome desta rua medieval deriva do facto de este ser um dos locais eleitos pelos mercadores portuenses para instalarem as suas moradias e estabelecimentos.

## História

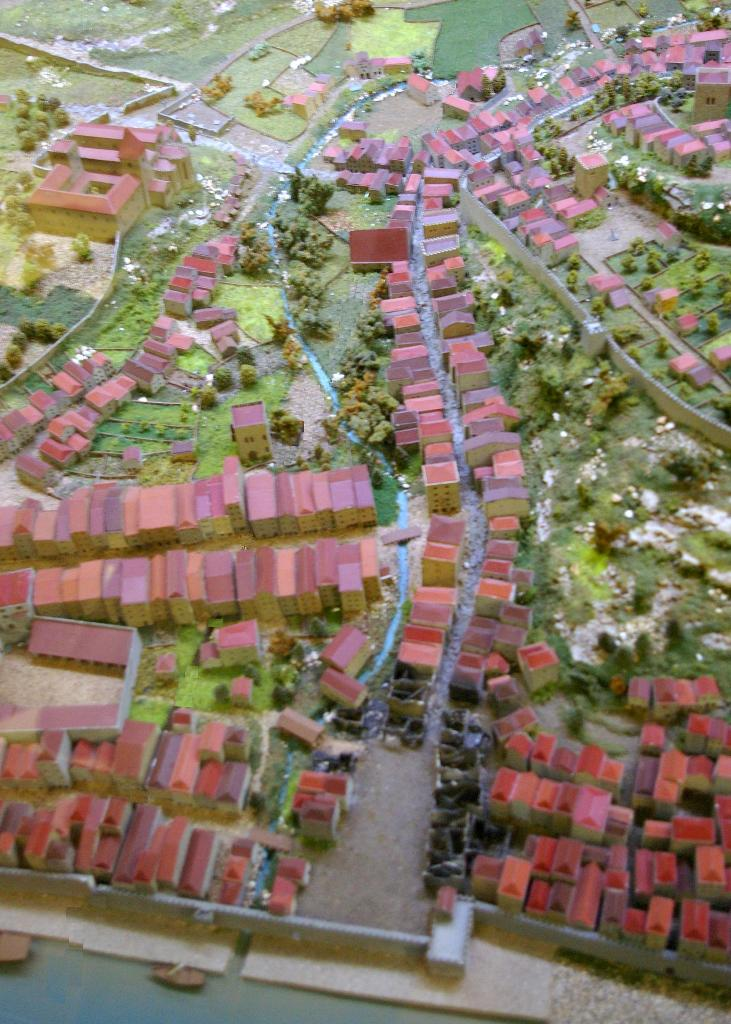
A Rua dos Mercadores sobe a partir da Praça da Ribeira, com o pequeno Rio da Vila (à esquerda).

A Rua dos Mercadores foi, juntamente com as ruas da Bainharia e Escura, um dos eixos de circulação vital do Porto medieval, ligando o centro mercantil localizado na Ribeira ao burgo episcopal e assegurando a comunicação com as principais vias que saiam do Porto em direção ao Entre Douro e Minho e a Trás-os-Montes.
Percorrendo a zona exterior à Muralha Primitiva, desde as imediações da Porta de Sant'Ana até à Praça da Ribeira, junto ao rio Douro, a Rua dos Mercadores encontra-se referida desde 1309, quando é designada como a "rua per hu vam a Ribeira". É, de novo, referida em carta de D. Fernando datada de 16 de dezembro de 1374, pelo qual o monarca ordenava aos nobres e prelados do reino que não procurassem aposentadoria (i.e., hospedagem), nem na Rua dos Mercadores, nem nos mosteiros e estalagens da cidade. A referência expressa à Rua dos Mercadores é um claro sinal do facto de ser esta uma das ruas mais ricas da cidade onde se concentravam as casas mais convidativas. Referência idêntica é feita por D. João I por carta de 22 de dezembro de 1385.
Sendo uma rua de comerciantes e mercadores, era uma zona de construções cuidadas, casas de pedra, com dois, três e quatro andares, obedecendo ao esquema da casa-torre. A análise da documentação medieval revela que, de entre as várias casas-torres da rua dos Mercadores, uma estava edificada logo entrada da rua, na parte sul. Há notícias de outras casas-torres, nomeadamente de duas que ficavam em frente ao Hospital de Santa Clara, ao lado da Muralha Românica.
Apesar de ser uma das zonas ricas da cidade, com uma elevada percentagem de construções de boa qualidade, a Rua dos Mercadores cedo se confrontou com problemas de conservação das suas casas. Por diversas vezes, a Câmara Municipal do Porto foi obrigada a intervir para a boa conservação dos edifícios por parte dos seus proprietários, muitas vezes com decisões judiciais, como é testemunhado em abundante documentação, nomeadamente a datada de 1393, 1432, 1433, 1438, 1443, 1466 e 1467.
Nesta rua estavam instalados o Hospital-Albergaria de Santa Clara, uma instituição possivelmente anterior ao século XIII. Seria, seguramente, uma das construções mais interessantes desta rua. O hospital e albergaria ficava na entrada da Rua dos Mercadores pelo lado norte, próximo da esquina com as ruas da Bainharia e de São Crispim, no lado oposto à Muralha Românica. O Hospital e Albergaria de Santa Clara foram anexados por D. Manuel I à Santa Casa da Misericórdia do Porto.
José de São João Novo descrevia a Rua dos Mercadores nos seguintes termos: "A rua dos Mercadores é escura, tortuosa e apertada por velhas ou restauradas edificações, encostadas na Rua de S. João. Em tempos anteriores ao governo do corregedor Almada, tinham os prédios da vetusta rua sido dominadores de extensos quintais e hortas, que então se expropriam para a abertura daquela artéria que, numa linha regular, conduz da rua do Mouzinho à praça da Ribeira".
Ao longo de todo o século XIX, o estado ruinoso a que chegaram algumas das suas edificações, outrora motivo de orgulho dos seus habitantes, encontra-se espelhado em diversa documentação camarária. Em 1867, a Rua dos Mercadores contava com armazéns vinícolas nos números 112 e 140. Em 1926 registava-se n'O Tripeiro a existência, no n.º 62 da Rua dos Mercadores de uma oficina de funileiro de tradições ancestrais, transcrevendo-se o documento régio de 1827 que reconhecia a atividade.

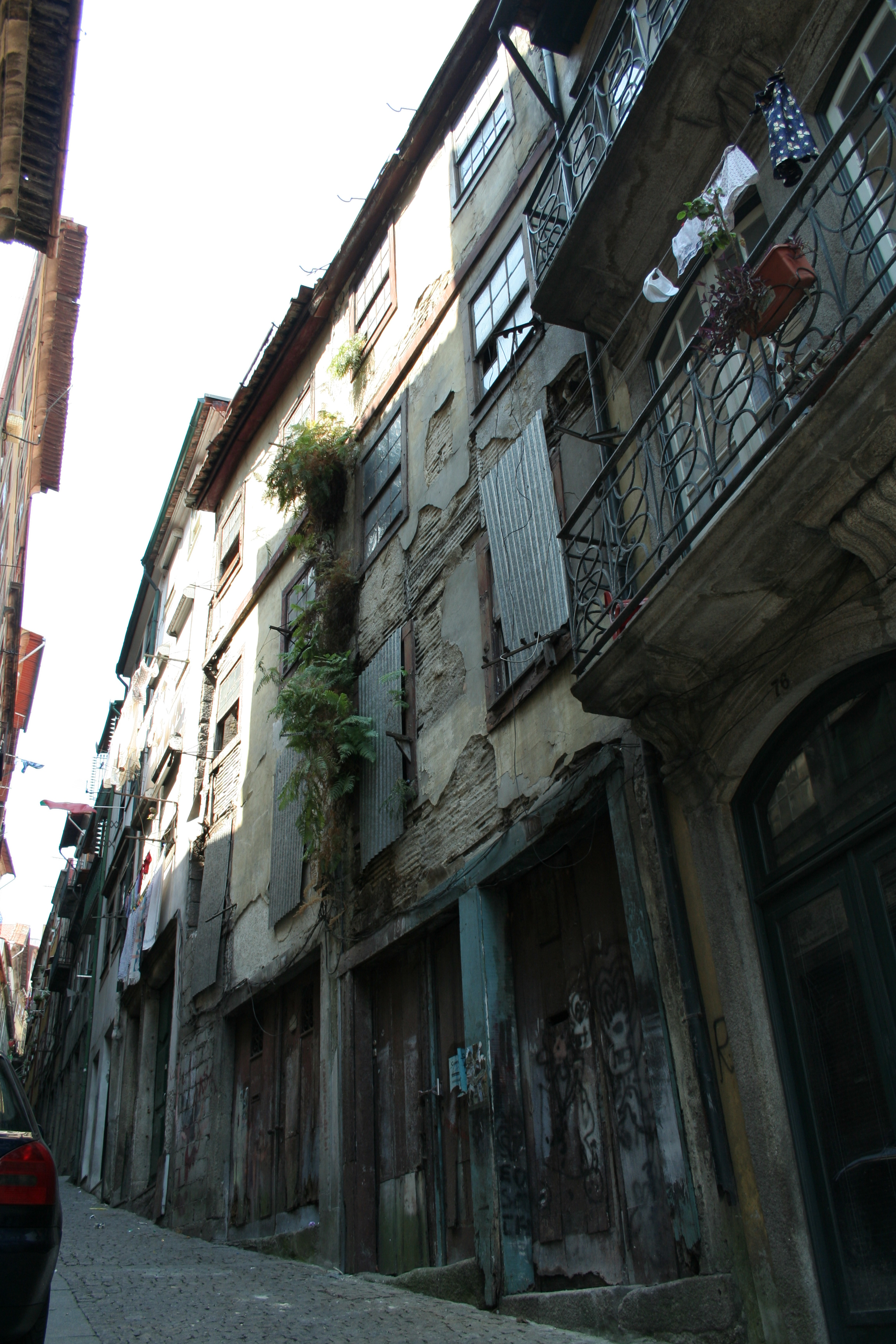
Prédio com pisos superiores em taipa, em estado adiantado de degradação.

Por trás da Rua dos Mercadores, correndo na base da Muralha Primitiva, existia a Viela do Forno, referida documentalmente desde 1309. Este pequeno arruamento, que acolheu a gafaria do Porto, foi também conhecido como Viela de São Lourenço. A última referência que encontramos sobre esta viela remonta a 1802, quando se realiza uma vistoria que conclui a sua falta de serventia, pelo que se decide o seu entaipamento definitivo.

## Pontos de interesse
- Casa com os n.º 125 a 127: rara casa de pedra que ostenta algumas soluções caraterísticas do século XVI.
- Casa com os n.º 182 a 184: notabilíssima casa do século XVI, com portas de recorte típico desse século e com gárgula de belo efeito cénico junto do beiral do telhado. Tal como era típico na época, apenas o piso térreo desta casa é em pedra, sendo os restantes em taipa. As varandas, feitas em madeira, imitam a solução arquitetónica utilizada nas suas congéneres em pedra, com pequenas volutas sustentando o estreito piso (uma solução encontrada igualmente na casa n.º 178-180).
- Alminha em ferro forjado com Cristo (possivelmente do século XIX), no n.º 89.
- Alminha com tubo de queda de águas pluviais por cima, no n.º 131.